# Грабовка (Мордовия)
 Грабовка  — опустевшая деревня в Ромодановском районе Мордовии в составе Трофимовщинского сельского поселения. 

## География
Находится на расстоянии примерно 16 километров по прямой на северо-запад от районного центра поселка Ромоданово.

## История
Учтена была в 1869 году как владельческая деревня Саранского уезда Пензенской губернии из 37 дворов. 

## Население
Постоянное население составляло 1 человек (русские 100%) в 2002 году, 0 в 2010 году .